# Gerhard Hettner
Gerhard Georg Hettner (Berlim, 1892 — Munique, 1968) foi um físico alemão.

## Vida
Filho do matemático Georg Hettner. Em 1900 foi aluno de Max Planck, envolvendo-se com o estudo de corpos negros. Em 1918 obteve o doutorado, orientado por Heinrich Rubens, sendo o último a receber o prêmio Elsa Neumann.
Em 1935 tornou-se professor ordinário de física teórica na Universidade de Jena. Em 1945 foi levado com sua família pelas forças de ocupação dos Estados Unidos para Heidenheim.
Em 1952 Hettner foi membro de uma comissão estatutária da Deutsche Physikalische Gesellschaft. Foi diretor de 1947 a 1961 do Instituto de Física Teórica da Universidade Técnica de Munique. 

## Publicações selecionadas
- Über Gesetzmäßigkeiten in den ultraroten Gasspektren und ihre Deutung

Citação: Die Gase besitzen mit Ausnahme der chemischen Elemente in dem zwischen dem sichtbaren Spektrum und einer Wellenlänge von etwa 20 mü gelegenen Spektralgebiet eine oder mehrere Absorptionsbanden. escreveu: «Gerhard Hettner»
- Über den Einfluß eines Äußeren elektrischen Feldes auf das Rotationsspektrum. Ein Analogon zum Starkeffekt

Citação: Wenn ein Gasmolekül ein elektrisches Moment besitzt, so muss seine Rotation durch ein äußeres elektrisches Feld beeinflußt werden. escreveu: «Gerhard Hettner»